# 野並車站
野並站（日语：／ Nonami eki */?）是位於愛知縣名古屋市天白區古川町，為名古屋市交通局（名古屋市營地下鐵）櫻通線之車站。至2011年3月26日前為櫻通線之終點站。車站編號為S17。

## 車站結構
本站為1面2線島式月台之地下車站。

### 月台配置
| 月台 | 路線   | 目的地                   |
| ---- | ------ | ------------------------ |
| 1    | 櫻通線 | 德重方向                 |
| 2    | 櫻通線 | 今池、名古屋、太閤通方向 |

於2011年3月27日起，全線開通至德重車站後，第1月台則改為通往德重方向之月台。本站於開始營運時，已為了往後之路線延伸工程將軌道稍作加長，作為車輛之留置線來備用。但現今此軌道已連接至德重車站，也已成為開往至本站的試運行軌道，故本站無法再做車輛留置。

## 相鄰車站
名古屋市營地下鐵
 櫻通線
鶴里（S16）－野並（S17）－鳴子北（S18）

## 外部連結
- 野並 - 名古屋市交通局